# Alanine aminopeptidase
L'alanine aminopeptidase est une peptidase qui catalyse l'hydrolyse de la liaison peptidique liant le résidu N-terminal d'un peptide. Cet acide aminé est de préférence l'alanine, mais l'enzyme est active sur la plupart des autres acides aminés également, y compris la proline — la réaction est cependant plus lente — ainsi que sur les amides et arylamides de cet acide aminé. Lorsqu'un résidu hydrophobe N-terminal est suivi par un résidu de proline, l'enzyme peut alors cliver ces deux résidus du reste du peptide en libérant un dipeptide Xaa–Pro.
L'alanine aminopeptidase est utilisée comme marqueur biologique pour détecter les dommages aux reins, et qui peut être utilisée pour aider à diagnostiquer certaines maladies rénales. En cas de problèmes rénaux, on en trouve en concentration élevée dans l'urine.
Son gène est ANPEP situé sur le chromosome 15 humain.